# Hydrogenophaga taeniospiralis
Hydrogenophaga taeniospiralis es una bacteria gramnegativa del género Hydrogenophaga. Fue descrita en el año 1989. Su etimología hace referencia al microorganismo Caedibacter taeniospiralis, con el que comparte características. Anteriormente conocida como Pseudomonas taeniospiralis. Es aerobia y móvil por flagelo polar. Tiene un tamaño de 0,3-0,6 μm de ancho por 0,6-5,5 μm de largo. Catalasa y oxidasa positivas. Forma colonias de color amarillento. Se ha aislado de suelos en España. 